# François-Xavier Nguyen Van Thuan
François-Xavier Nguyên Van Thuân, né le 17 avril 1928 à Hué et mort le 16 septembre 2002 à Rome, est un prêtre catholique vietnamien, archevêque coadjuteur de Saïgon. Emprisonné par les autorités communistes pendant 13 ans à cause de son ministère, il est autorisé à se rendre à Rome puis, une fois sur place, est déclaré persona non grata au Vietnam. Il trouve refuge au Vatican où le pape Jean-Paul II le nommera cardinal et préfet du Conseil pontifical Justice et Paix. 
Son procès en béatification est en cours, et l'Église catholique l'a reconnu « Vénérable » en mai 2017.

## Biographie

### Jeunesse et formation
Né le 17 avril 1928 à Phu Cam dans l'archidiocèse de Hué, il est l’aîné d’une famille de huit enfants. Il est le neveu du premier président de la république du Viêt Nam, Ngô Đình Diệm, sa mère étant la sœur de celui-ci. Il fait ses études au petit puis au grand séminaire et est ordonné prêtre le 11 juin 1953 par Mgr Urrutia, des Missions étrangères de Paris. Il continue ses études à Rome.

### Prêtre et évêque

#### Au Vietnam
De retour dans l'archidiocèse, il est chargé de la formation des prêtres.
Nommé évêque du diocèse de Nha Trang le 13 avril 1967, il est consacré le 24 juin suivant par Angelo Palmas (it) avec comme co-consécrateurs Philippe Nguyễn Kim Điền et Jean-Baptiste Urrutia. 

#### Captivité:Sur le chemin de l'espérance
Le 24 avril 1975, il est nommé par le Pape Paul VI archevêque coadjuteur de l'archidiocèse de Saïgon et archevêque titulaire de Vadesi (de). Sa nomination est refusée par le nouveau pouvoir communiste qui, le 15 août 1975, le convoque au palais de l'Indépendance avant de le placer en résidence surveillée, puis de l'interner au cachot de la prison de Phu Khanh, puis au camp de rééducation de Vinh Phu au Nord Viêt Nam, dans la résidence surveillée dans la petite chrétienté de Giang Xa[pas clair], et enfin dans les locaux de la Sûreté de Hanoï. Sa détention, qui prend fin le 21 novembre 1988, a duré plus de treize ans. Loin d'être libre, il est assigné à résidence dans les bâtiments de l’archevêché de Hanoï où ses conditions de vie matérielles sont néanmoins plus confortables. 
C'est durant ces années d'emprisonnement qu'il écrit son testament spirituel pour tous les catholiques du Vietnam et de l'étranger : Sur le chemin de l'Espérance. 
Mgr Nguyen Van Thuan est néanmoins autorisé par le pouvoir vietnamien à se rendre au Vatican en 1991.

#### À Rome
Lors d’un séjour à Rome en septembre 1991, il apprend que le gouvernement vietnamien ne souhaite pas son retour au pays. Le pape Jean-Paul II accueille le prélat proscrit et confesseur de la foi et lui accorde asile dans l'État de la cité du Vatican.
En 1994, Jean-Paul II le nomme vice-président du Conseil pontifical Justice et Paix à la curie romaine. En 1995, Mgr Nguyen Van Thuan est nommé postulateur de la cause de béatification du frère rédemptoriste Marcel Van. 
Le 24 juin 1998, il devient président du Conseil pontifical Justice et Paix.
Symbole explicite, le pape Jean-Paul II demande à Mgr Van Thuân de prêcher la retraite de carême de l'an 2000. Jean-Paul II déclare : « C'est avec simplicité et inspiré par un souffle spirituel que vous nous avez guidés dans l'approfondissement de notre vocation de témoins de l'espérance évangélique au seuil du troisième millénaire. »
Enfin, le 21 février 2001, Mgr Van Thuan est élevé à la dignité cardinalice (avec le titre de cardinal-diacre de Santa Maria della Scala).

## Décès et béatification
Le cardinal Van Thuan s’éteint le 16 septembre 2002 à l’hôpital romain Pie XI des suites d’un cancer, à l’âge de 74 ans. Ses funérailles sont présidées par le pape Jean-Paul II lui-même, en la basilique Saint-Pierre le 20 septembre 2002.
Le 18 avril 2007, Mgr Giampaolo Crepaldi (en), secrétaire du Conseil pontifical Justice et Paix, a annoncé l’ouverture de la cause de béatification du cardinal François-Xavier Nguyên Van Thuân. Le 6 juin 2012, les restes mortels du cardinal François-Xavier Nguyen Van Thuan ont été transférés du Cimetière communal monumental de Campo Verano à l'Église Santa Maria della Scala, dont le Cardinal Van Thuan était le cardinal-diacre. L'enquête diocésaine de la cause se conclut le 5 juillet 2013 et elle est envoyée à Rome pour y être étudiée par la Congrégation pour les causes des saints.
Le 4 mai 2017, le pape François autorise la Congrégation pour les causes des saints à promulguer le décret reconnaissant les « vertus héroïques » du cardinal Van Thuan, lui attribuant ainsi la dignité de « vénérable ».

## Publications
- Nguyen van Thuan, François-Xavier, 365 jours d'espérance, 2005, éditions du Jubilé,  (ISBN 286679351X)
- Nguyen van Thuan, François-Xavier, Prières d'espérances, 1995, éditions du Jubilé,  (ISBN 2866791878)
- Nguyen van Thuan, François-Xavier, Le Chemin de l'Espérance - À la lumière de la Parole de Dieu et du Concile, 1994, éditions du Jubilé  (ISBN 2866791320)
- Nguyen van Thuan, François-Xavier, Les Pèlerins du chemin de l'Espérance, 1993, éditions du Jubilé,  (ISBN 2866791274)
- Nguyen van Thuan, François-Xavier, Sur le chemin de l'Espérance, 1991, éditions du Jubilé,  (ISBN 2866790731)
- Nguyen van Thuan, François-Xavier, Témoins de l'espérance - Retraite au Vatican, 2000, éditions Nouvelle Cité  (ISBN 9782853133784)
- Nguyen van Thuan, François-Xavier, Cinq pains et deux poissons, 1997,éditions Médiaspaul  (ISBN 2-7122-0645-2)